# داویت کوستلتسکی
داویت کوستلتسکی (تلفظ چکی: [ˈdavɪt ˈkostɛlɛtski:]؛ زادهٔ ۱۲ مهٔ ۱۹۷۵ در برنو) تیرانداز اهل جمهوری چک است که در رشتهٔ اهداف پروازی فعالیت می‌کند. او برندهٔ مدال طلای المپیک تابستانی ۲۰۰۸ در رشتهٔ تراپ شد. همچنین در سال ۲۰۰۶ نایب قهرمان مرحلهٔ فینال جام جهانی تیراندازی شد.

## نتایج المپیک
| رویداد | ۱۹۹۶   | ۲۰۰۰       | ۲۰۰۴ | ۲۰۰۸         | ۲۰۱۲   | ۲۰۱۶           |
| ------ | ------ | ---------- | ---- | ------------ | ------ | -------------- |
| تراپ   | ۳۱ ۱۱۸ | ششم ۱۱۶+۲۲ | —    | طلا · ۱۲۱+۲۵ | ۱۴ ۱۲۰ | چهارم ۱۱۸+۱۳+۹ |